# I Ragazzi Della Via Gluck
I Ragazzi Della Via Gluck (укр. Хлопці з вулиці Глюка) — музичний гурт супроводу записів та концертних виступів італійського співака та кіноактора Адріано Челентано з 1966 по 1978 роки.

## Історія
Гурт був сформований в Мілані у 1965 році під назвою «Epoca 70», він починав з виступів у різних закладах, у тому числі в знаменитому клубі «Санта-Текла», де він познайомився з Мікі Дель Прете, який запропонував їм контракт з лейблом Адріано Челентано «Clan Celentano» та змінити назву на «Хлопці з вулиці Глюка».
У 1967 році гурт супроводжував виступ Челентано на пісенному конкурсі «Кантаджіро», на якому вони були одягнені як селяни з пісні «Il contadino», яка була кавер-версією композиції «Hold On! I'm a Comin'» американського дуету «Sam & Dave».
Окрім цього, гурт брав участь на фестивалі «Сан-Ремо» 1970 року з піснею «Ahi! Che male che mi fai» (була виконана в парі з Паоло Менголі), не потрапивши до фіналу, а також на «Кантаджіро» того ж року з піснею «Volo AZ/018». Потім вони брали участь у телерадіовиступі «Un disco per l'estate» 1971 року з піснею «Messaggio da Woodstock» не пройшовши етапу відбору.

## Учасники гурту
Первинний склад

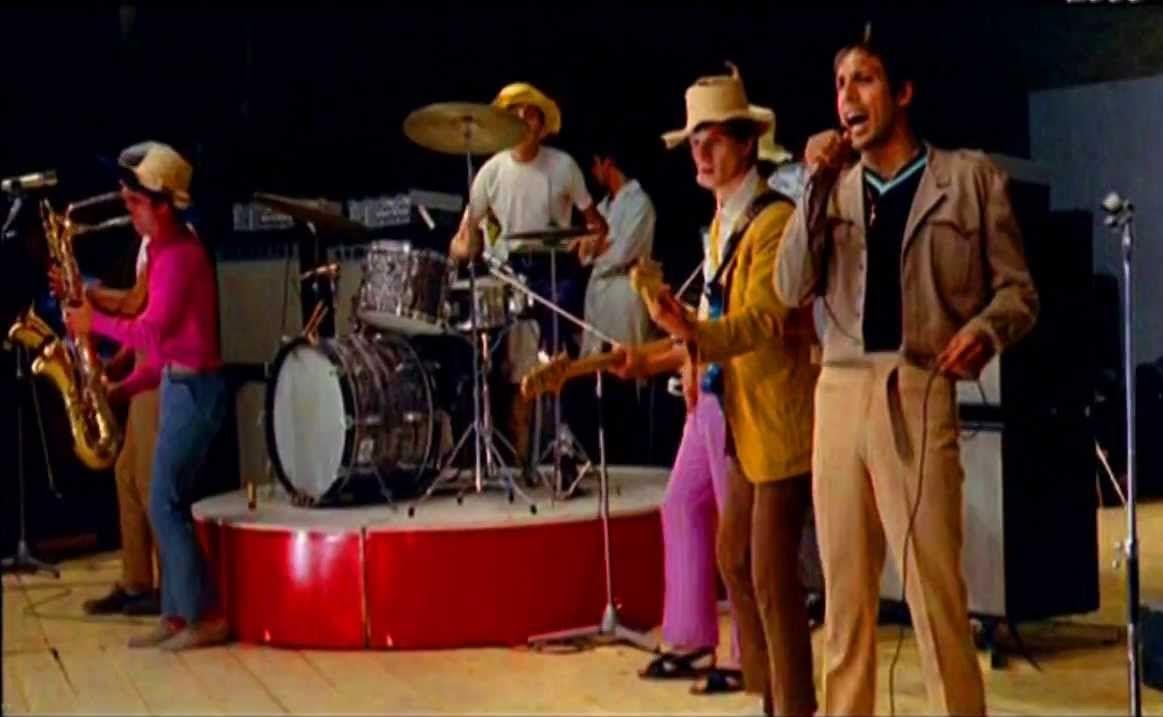
Виступ Адріано Челентано на музичному фестивалі «Кантаджіро» 1967 року з гуртом «I Ragazzi Della Via Gluck»

- Міммо Сечча (соло-вокал, гітара; раніше входив до складу гурту «I Trappers»)
- Джорджо Мандзолі (тенор-саксофон; брат Джеррі, учасника гурту «I Camaleonti» )
- Августо Ло Бассо (тенор-саксофон і баритон-саксофон)
- Уччо Армана (клавішні)
- Донато Дардс, відомий як «Біллі» (гітара)
- Сауро Профеті (бас, вокал)
- Джанфранко Лонго (ударні, колишній барабанщик гурту «I Trappers»)

Учасники, які приєдналися у 1968 році
- Джанні Поджо (ударні, раніше входив до складу гурту «I Samurai»)
- Пінуччіо Піраццолі (гітара)

## Дискографія

### Сингли
- 1967: Il contadino/Rock! Padre del beat (Clan Celentano, ACC 24053)
- 1968: La voce/Ragazze in fiore (Clan Celentano, ACC 24064)
- 1969: Vola vola vola/Sei la mia donna (Clan Celentano, BF 69003)
- 1969: L'amore è blu… ma ci sei tu/I tuoi occhi camminano in me (Clan Celentano, BF 69031)
- 1970: L'amore è blu… ma ci sei tu/Sei la mia donna (Clan Celentano, BF 69038)
- 1970: AZ/ 018/Astri chiari (Clan Celentano BF 69050)
- 1971: Messaggio da Woodstock/Fumo bianco (Ariola 14.973-A — зроблено в Іспанії)
- 1978: Caffè Adriano/il contadino (Durium, Ld Al 8022)